# 3094 Chukokkala
3094 Chukokkala eller 1979 FE2 är en asteroid i huvudbältet som upptäcktes den 23 mars 1979 av den rysk-sovjetiske astronomen Nikolaj Tjernych vid Krims astrofysiska observatorium på Krim. Den har fått sitt namn efter författaren Kornej Tjukovskij.
Asteroiden har en diameter på ungefär tjugotre kilometer och tillhör asteroidgruppen Maria.